# 蕭子岳
蕭 子岳（しょう しがく、永明3年（485年）- 永泰元年1月25日（498年3月3日））は、南朝斉の皇族。臨賀王。武帝蕭賾の十六男。字は雲嶠。

## 経歴
蕭賾と江淑儀のあいだの子として生まれた。永明7年（489年）3月、臨賀王に封じられた。明帝が武帝の諸子を殺害し、子岳と弟の6人のみが在世しており、当時に七王と呼ばれていた。子岳は月に2回入朝していたが、あるとき明帝が後宮に帰ると、「わたしと司徒の子どもたちはみな幼いのに、高帝と武帝の子孫は日に日に成長していく」と嘆息した。
永泰元年（498年）正月、明帝の病が重くなり、恢復の望みを失うと、子岳は明帝の命により弟たちとともに殺害された。享年は14。

## 伝記資料
- 『南斉書』巻40 列伝第21
- 『南史』巻44 列伝第34